# Liste der Weihbischöfe in Aachen
Die folgenden Personen waren oder sind als Weihbischöfe im Bistum Aachen tätig:
| Nr. | Name                          | Amtszeit  | Anmerkung | Wappen |
| --- | ----------------------------- | --------- | --- | ------ |
| 1   | Hermann Joseph Sträter        | 1931–1938 | * 3. Juni 1866 in Drimborn, am 14. März 1891 in Köln zum Priester geweiht, am 19. Juni 1922 zum Weihbischof in Köln und zum Titularbischof von Caesaropolis ernannt, Bischofsweihe am 9. Juli 1922, am 16. Oktober 1931 Weihbischof in Aachen, am 15. Mai 1938 Apostolischer Administrator in Aachen, † 16. März 1943. |        |
| 2   | Friedrich Hünermann           | 1938–1969 | * 24. August 1886 in Erkrath, am 5. September 1909 in Köln zum Priester geweiht, am 3. Dezember zum Weihbischof in Aachen und Titularbischof von Ostracine ernannt, Bischofsweihe 5. Februar 1939, † 14. Februar 1969.                                                                                                 |        |
| 3   | Joseph Ludwig Buchkremer      | 1961–1979 | * 4. Oktober 1899 in Aachen, am 10. August 1923 in Köln zum Priester geweiht, am 28. Oktober 1961 zum Weihbischof in Aachen und Titularbischof von Aggar ernannt, Bischofsweihe 21. Dezember 1961, emeritiert 4. Oktober 1979, † 24. August 1986.                                                                      |        |
| 4   | Ernst Franz Gerd Werner Dicke | 1970–2003 | * 28. März 1928 in Erfurt, am 25. Juli 1952 zum Priester geweiht, am 16. Februar 1970 zum Weihbischof in Aachen und Titularbischof von Iria Flavia ernannt, Bischofsweihe 11. April 1970, emeritiert 21. November 2003.                                                                                                |        |
| 5   | Maximilian Goffart            | 1977–1980 | * 17. Januar 1921 in Kalterherberg am 25. Juli 1952 zum Priester geweiht, am 2. Dezember 1977 zum Weihbischof in Aachen und Titularbischof von Uzita ernannt, Bischofsweihe am 18. Februar 1978, † 17. Juli 1980. |        |
| 6   | August Peters                 | 1981–1986 | * 27. Mai 1931 in Kaldenkirchen, am 1. März 1958 zum Priester geweiht, am 6. April 1981 zum Weihbischof in Aachen und Titularbischof von Aquae Sirenses ernannt, Bischofsweihe am 9. Mai 1981, † 3. Mai 1986. |        |
| 7   | Karl Reger                    | 1986–2006 | * 7. September 1930 in Giescheid am 25. Juli 1960 zum Priester geweiht, am 23. Dezember 1986 zum Weihbischof in Aachen und Titularbischof von Árd Sratha ernannt, Bischofsweihe am 7. Februar 1987, emeritiert 15. März 2006, † 27. März 2024.                                                                         |        |
| 8   | Karl Borsch                   | seit 2003 | * 1. August 1959 in Krefeld-Hüls, am 26. September 1992 zum Priester geweiht, am 21. November 2003 zum Weihbischof in Aachen und Titularbischof von Crepedula ernannt, Bischofsweihe am 17. Januar 2004. |        |
| 9   | Johannes Bündgens             | 2006–2022 | * 2. April 1956 in Eschweiler, am 10. Oktober 1980 zum Priester geweiht, am 15. März 2006 zum Weihbischof in Aachen und Titularbischof von Árd Carna ernannt, Bischofsweihe am 20. Mai 2006, emeritiert 8. November 2022.                                                                                              |        |